# 江苏省镇江中学
江苏省镇江中学是镇江市的一所公立高级中学，校址位于江苏镇江七里甸。
1953年，该校被确定为江苏省首批办好的14所省重点中学之一；2001年，首批通过国家示范高中省级验收；2004年，首批转为江苏省四星级高中。

## 办学历史
- 1892年，镇江知府王仁堪于鼓楼岗创办南泠学舍。
- 1903年，改为镇江府中学堂。
- 1912年，改为镇江府属四县公立中学。
- 1913年，改为江苏省立第六中学。
- 1927年，试行“行政大学区制”，与江苏省立第九师范学校合并成立第四中山大学区镇江中学，1928年先后改名为江苏大学区镇江中学、中央大学区镇江中学。学校设有普通科、师范科。
- 1928年，9月，“大学区制”废止，改为江苏省立镇江中学。
- 1932年，中学和师范分校设立，江苏省立镇江中学改为江苏省立镇江师范学校。
- 1935年，江苏省立南京中学迁镇，遂在镇江南郊黄山重建江苏省立镇江中学。
- 1937年，抗日战争爆发，冬，镇江沦陷，校舍毁于战火。
- 1946年，12月，复校于现址镇江七里甸。
- 1963年，被确定为全省18所示范中学之一。
- 1981年，被确定为省重点中学。
- 2001年，首批通过国家级示范高中省级验收。
- 2004年，首批转评为江苏省四星级高中。

## 校园文化
江苏省镇江中学文化底蕴深厚，康有为先生曾为镇江中学题词“敬教养德”。
- 校训：一切为民族
- 校歌：卢彬士作词、顾西林作曲的《镇中校歌》

## 校长室成员
- 冯章葆
- 赵竹林
- 陶圣建
- 李国建
- 唐毅
- 周照正
- 俞惠

## 杰出校友
- 李岚清
- 于漪
- 蒋南翔
- 吴良镛
- 周有光